# Epipterygium brasiliense
Epipterygium brasiliense är en bladmossart som beskrevs av Edwin Bunting Bartram 1952. Epipterygium brasiliense ingår i släktet Epipterygium och familjen Bryaceae. Inga underarter finns listade i Catalogue of Life.